# Brisbane Strikers
Brisbane Strikers is een Australische voetbalclub uit Brisbane in de staat Queensland. Het thuisstadion van de club is Perry Park, dat een capaciteit van 10.000 plaatsen heeft.
Brisbane Strikers werd in 1993 opgericht. De club speelde van 1993 tot 2004 in de National Soccer League. In 1997 won Brisbane Strikers de NSL-titel door in de Grand Final met 2-0 te winnen van Sydney United. Na de opheffing van deze competitie in 2004 speelt Brisbane Strikers in de Queensland State League.

## Erelijst
- National Soccer League

1997

## Bekende spelers
- Nathan Coe
- Frank Farina
- Jonathan McKain